# Радянсько-афганські відносини
Радянсько-афганські відносини розпочалися 27 березня 1919 року, коли РРФСР визнала незалежність Афганістану. 28 лютого 1921 року РСФСР і Афганістан в Москві підписали договір «Про дружбу».
31 серпня 1926 року у місті Пагмані в Афганістані було укладено договір «Про нейтралітет і взаємний ненапад між СРСР і Афганістаном». Угода передбачала взаємне невтручання у внутрішні справи СРСР і Афганістану, недопущення існування біля однієї з договірних сторін озброєних загонів та організацій, ворожих іншій стороні, містила зобов'язання не вступати в політичні та економічні блоки та ворожі комбінації, спрямовані проти іншої Сторони, зберегти нейтралітет, якщо інша Сторона виявиться залученою у війну з третьою державою.

## Королівство Афганістан
Договір 1926 року був замінений аналогічним договором «Про нейтралітет і взаємний ненапад між СРСР і Афганістаном», який був підписаний 24 червня 1931 року у Кабулі. В 1936 році договір 1931 року був продовжений до 29 березня 1946 року, після цього чинність його продовжувалася з року в рік: 18 грудня 1955 року було укладено протокол про продовження строку дії договору 1931 року на 10 років; 6 серпня 1965 року підписано протокол про продовження строку дії договору 1931 року на 10 років; 10 грудня 1975 року підписано протокол про продовження строку дії договору 1931 року на 10 років.
6 травня 1935 року сторони підписали договір «Про боротьбу із сараною»; 26 травня 1938 року — договір «Про боротьбу зі шкідниками та хворобами бавовнику» (доповнено протоколом від 20 червня 1970 року).
13 червня 1946 року між країнами були підписані договори «3 прикордонних питань»; «Про демаркацію суходільного кордону»; «Про використання вод річки Кушки». Згідно англо-російській угоді 1873 року кордон встановлювався по лівому афганському березі Амудар'ї, так що всі острови на цій річці залишалися за Російською імперією. Радянсько-афганський договір 1946 року змінив кордон між країнами. Віднині прикордонна лінія на Амудар'ї і суходільній частині Пянджу встановлювалася по тальвегу, а тем де положення тальвегу встановити неможливо, — по середині головного фарватеру.
13 квітня 1947 року сторони уклади договір «Про радіотелеграфний зв'язок»; 17 липня 1950 року — договір «Про товарообіг і платежі»; 28 червня 1955 року —  договір «З транзитних питань»; 28 січня 1956 року — договір «Про співробітництво в розвитку економіки Афганістану та про надання довгострокового кредиту»; 24 березня 1956 року — договір «Про повітряне сполучення»; 18 січня 1958 року — договір «Про режим кордонів». Останній, як сказано у його преамбулі, мав цілі «визначити заходи, що сприяють підтримці в порядку режиму радянсько-афганського державного кордону, і попередити виникнення інцидентів на цьому кордоні, а у разі їх виникнення забезпечити швидке розслідування та врегулювання таких». В угоді також вказувалось, що лінію державного кордону між СРСР і Афганістаном від Зюльфагару до озера Зоркуля визначають угоди між СРСР і Афганістаном від 13 червня 1946 року, документи демаркації від 29 вересня 1948 року, а також складені на основі протоколів розмежування 1885—1888 років документи редемаркації від 29 вересня 1948 року. Договір визначав порядок утримання, огляду і догляду за прикордонними знаками, користування прикордонними водами, порядок рибальства, розгляду спірних питань.
25 червня 1958 року укладно договір «Про спільні роботи по комплексному використанню вод річки Амудар'ї»; 4 лютого 1959 року — договір «Про радіотелеграфний зв'язок»; 4 березня 1960 року — договір «Про культурне співробітництво»
16 жовтня 1961 року, 6 лютого 1968 року та 11 липня 1972 року були підписані угоди «Про економічне і технічне співробітництво в період 2-го, 3-го, 4-го п'ятирічних планів розвитку економіки Афганістану».
17 жовтня 1963 року країни підписали договір «Про технічне сприяння у видобутку та використанні природного газу в північних районах Афганістану»; 19 липня 1964 року — договір «Про спільне вивчення можливостей комплексного використання вод та енергетичних ресурсів річок Пянджу і Амудар'ї»; 28 липня 1965 року — договір «Про направлення до Афганістану радянських викладачів та професорів»; 8 липня 1972 року — договір «Про співробітництво в запобіганні угону цивільних повітряних суден».

## Республіка Афганістан
19 липня 1973 року СРСР першим визнав Республіку Афганістан. Між СРСР і Республікою Афганістан було укладено угоди:
- Торговельну, Платіжну (20 березня 1974);
- «Про відкриття торгового представництва Афганістану в СРСР» (обмін нотами 12—31 травня 1974);
- «Про співробітництво в розробці та транспортуванні нафти і будівництві нафтопереробного заводу в Афганістані» (обмін листами 10 жовтня 1974);
- «Про розвиток економічного і технічного співробітництва» (10 січня 1975);
- «Про продовження строку дії договору 1931 на нове десятиріччя» (10 грудня 1975);
- «Про розвиток економічного співробітництва» (14 квітня 1977).

## Демократична Республіка Афганістан
5 грудня 1978 року в Москві на 20 років укладений договір «Про дружбу, добросусідство і співробітництво між СРСР і Демократичною Республікою Афганістан». Передбачалося що СРСР та Демократична Республіка Афганістан у разі загрози для незалежності та територіальної цілісності однієї з них за узгодженням вживатимуть відповідних заходів з метою забезпечення їх безпеки (припинив дію у зв'язку з розпадом СРСР). Тією ж датою сторони підписали договір «Про заснування Постійної міжурядової комісії з економічного співробітництва».
У 1979 році СРСР, у відповідь на неодноразові прохання уряду Демократичної Республіки Афганістан, виконуючи свій інтернаціональний обов'язок, увів до Афганістану, відповідно до статті 4 радянсько-афганського «Договору про дружбу, добросусідство і співробітництво» 1978 року та пункту 51 Статуту ООН, обмежений контингент радянськи військ. 5 квітня 1980 року, у зв'зку з початком Афганської війни, сторони в Москві підписали договір «Про умови тимчасового перебування радянських військ на території Демократичної Республіки Афганістан». Передбачалося тимчасове розміщення на території Демократичної Республіки Афганістан радянських військ загальною чисельністю до 60 тисяч чоловік. Визначалося, що витрати на утримання радянських військ СРСР бере на себе. До договору додався секретний протокол, який регламентував дії обмеженого контингенту радянських військ в Афганістані.
16 вересня 1980 року підписано угоду «Про культурне та наукове співробітництво»; 16 липня 1981 року — договір «Про проходження державного кордону на дільниці від західного берега озера Зоркуль до піка Повало-Швейковського». Цей договір юридично закріпив існуючий радянсько-афганський кордон. 1 листопада 1982 року сторони уклали договір «Про пряме залізничне вантажне сполучення».